# Melanoom
Melanoom is een vorm van huidkanker die uitgaat van melaninebevattende pigmentcellen of melanocyten. Een melanoom kan ontstaan uit goedaardige moedervlekken (naevi naevocellulares), al is de kans hierop per moedervlek erg klein. Verder kan het ontstaan uit onrustige (dysplastische/atypische) moedervlekken of "spontaan" uit normale huid waar tevoren geen moedervlek was opgemerkt. Ze kunnen in een klein percentage van de patiënten ook elders ontstaan, bijvoorbeeld in de slijmvliezen, het rectum, de hersenvliezen of zelfs in een oog. Melanomen dienen te worden onderscheiden van benigne (onschadelijke) levervlekken, ook wel ouderdomsvlekken (lentigo senilis) genoemd, die vooral ontstaan bij mensen op middelbare leeftijd.

## Kenmerken
Goedaardige moedervlekjes zijn vlakke of enigszins verheven, bruine of zwarte vlekjes die kunnen verschillen in grootte, vorm en kleur. Wel zijn vorm en pigmentatie altijd regelmatig, in tegenstelling tot een onrustige moedervlek, die verschillende tinten bruin tot zwart en in sommige gevallen zelfs een roodachtige verkleuring kan vertonen.
Wanneer een gewone of onrustige moedervlek groter wordt, van kleur, kleursamenstelling of vorm verandert, jeukt, steekt of pijn doet, korstjes vertoont of bloedt, dan wordt aangeraden een arts te raadplegen.
Een melanoom is meestal grilliger van vorm dan een moedervlek en asymmetrisch, de pigmentatie is vaak onregelmatig. Naast bruin en zwart kunnen ook de kleuren rood, paars, blauw, grijs en wit voorkomen. Na verloop van tijd gaan melanomen iets boven de huid uitsteken en worden ze groter. De totale dikte van een melanoom (breslowdikte) is een van de belangrijkste voorspellende kenmerken van de overlevingskansen van de patiënt. Vaak is het onderscheid tussen een goedaardige moedervlek en een melanoom slechts onder de microscoop (na verwijdering) te maken en dan nog niet altijd met zekerheid. Bij twijfel zal de arts kiezen voor verwijdering, met een zekere veiligheidsmarge van een paar mm rond de moedervlek. Blijkt na onderzoek dat de afwijking inderdaad kwaadaardig was dan zal op korte termijn een heroperatie plaatsvinden. Hierbij zal rond de plaats waar de afwijking zat nog eens weefsel worden weggenomen, maar nu met een aanzienlijk ruimere marge (0.5 – 2 cm, afhankelijk van de breslowdikte van het melanoom). In specifieke gevallen wordt ook een lymfklieroperatie geadviseerd.

## Zelfonderzoek
Bij melanomen is het van groot belang dat de afwijking zo vroeg mogelijk wordt ontdekt en behandeld. Tijdig opgespoord is deze vorm van huidkanker meestal uitstekend te genezen met een relatief kleine operatie. Als de tumor in een later stadium wordt ontdekt zijn uitgebreidere operaties inclusief soms lymfklieroperaties nodig, eventueel met aanvullende bestraling. Als er desondanks toch uitzaaiingen ontstaan wordt de prognose somber. Daarom wordt aangeraden maandelijks eventuele verdachte moedervlekken of andere huidplekken te controleren op verandering zodat tijdig een arts kan worden geconsulteerd.

## ABCDE-regel
Voor een eerste screening kan gebruik worden gemaakt van deze geheugensteun.
- A = Asymmetrie: een moedervlek die niet zuiver rond of ovaal is, is asymmetrisch. 1 punt
- B = Begrenzing (border): als de grens van de moedervlek rondom hetzelfde lijkt, bijvoorbeeld overal scherp, of juist overal onscherp, is dat geruststellend. Een plek met zowel scherp als onscherp begrensde gedeelten is verdacht. 1 punt.
- C = Kleur (colour): een egaal gekleurde plek, of twee kleuren is geruststellend; zijn er 3 of meer kleuren in de moedervlek waar te nemen, dan geeft men 1 punt.
- D = Diameter. Als de moedervlek groter is dan 6 mm (de grootte van een vlakgummetje op een potlood): 1 punt
- E = Evolutie, verandering. Is de plek gegroeid de laatste weken of maanden, is hij gaan jeuken of bloeden? 1 punt

2 of meer punten is een reden om de plek aan een arts te laten zien. Veel, zo niet de meeste moedervlekken die 2 of 3 punten scoren zijn toch nog goedaardig, maar een plek die 0 of 1 punt scoort, zal vrijwel altijd onschuldig zijn.

## Risicofactoren
Risicofactoren voor het krijgen van een melanoom zijn: erfelijke aanleg, het hebben van meer dan 50 gewone moedervlekken of minimaal drie onrustige. Ook mensen met een bleke huid, sproeten of blond/rossig haar hebben een licht verhoogd risico. Deze risico's liggen allemaal vast en kunnen niet beïnvloed worden. De enige bekende, beïnvloedbare factor is blootstelling aan zonlicht en zonnebankgebruik. Het gaat hierbij dan vooral om het voorkomen van verbranding. Verbranding op jonge leeftijd vergroot de kans op het krijgen van een melanoom.

## Behandeling
De meest toegepaste behandelingen bij een melanoom zijn:
- operatie van het melanoom en soms de lymfklieren (chirurgie). Hiervoor zijn landelijke en internationale protocollen. De belangrijkste voorspellende factor voor de afloop van een melanoom is de breslowdikte; dit is de dikte van het huidoppervlak tot de diepst liggende kwaadaardige cellen, gemeten door de patholoog aan het verwijderde preparaat. Melanomen van minder dan 1 mm dik hebben een heel goede (90% kans op genezing) prognose; melanomen van meer dan 5 mm een veel slechtere (< 50%). Uitgezaaide melanomen hebben een zeer sombere prognose, hoewel heel soms een wonderbaarlijke reactie op een medicamenteuze therapie wordt gezien. Medicamenteuze behandeling van melanoom is een onderwerp van zeer actief onderzoek. Als het melanoom ondanks chirurgie toch al blijkt uitgezaaid, dan komt medicamenteuze behandeling om de hoek kijken.
- chemotherapie met dacarbazine (een celdelingremmend medicijn)
- doelgerichte behandeling met BRAF-remmer bij melanomen die daar gevoelig voor zijn
- kankerimmunotherapie met ipilimumab, een anti-CTLA4-medicijn dat de kans op een auto-immuunreactie tegen het melanoom vergroot
- experimentele behandelingen (nieuwe ingrepen of niet-geregistreerde medicijnen waarvan nog niet zeker is wat de kans op succes is en wat de bijwerkingen zijn)
- bestraling (radiotherapie)

Welke behandeling wordt toegepast, is afhankelijk van de plaats en grootte van de tumor, of er ook uitzaaiingen zijn geconstateerd en van leeftijd en conditie van de persoon bij wie de tumor wordt geconstateerd. Voor experimentele behandelingen geldt dat vaak strenge eisen worden gesteld aan de patiëntkenmerken (zoals conditie, bloeduitslagen, tumorkenmerken, eerdere behandelingen) betreffende deelname aan het onderzoek.

## Uitzaaiingen
Zodra er uitzaaiingen zijn is kanker over het algemeen gesproken ongeneeslijk, en dat geldt ook voor het melanoom. De 5-jaarsoverleving (het aantal patiënten dat 5 jaar na diagnose van de uitzaaiingen nog in leven is) is minder dan 10%. De gemiddelde levensverwachting is slechts 6 tot 12 maanden. Behandeling zal dan palliatief zijn, gericht op levensverlenging en kwaliteit van leven. In sommige gevallen leeft een patiënt toch enkele jaren, afhankelijk van het natuurlijke gedrag van het melanoom bij die patiënt en de respons op behandeling. Uitzaaiingen naar de huid en longen heeft een betere prognose dan uitzaaiingen naar de hersenen, botten of lever.

## Vooruitzichten
Dankzij de aandacht die er al vele jaren in diverse voorlichtingscampagnes en in de media is besteed aan het melanoom, wordt deze vorm van huidkanker in een steeds vroeger stadium ontdekt. Mensen met verdachte verschijnselen gaan eerder naar de huisarts dan vroeger het geval was. Hierdoor zijn de vooruitzichten van mensen met een melanoom de laatste 30 jaar aanzienlijk verbeterd. Bij het merendeel van de patiënten komt tegenwoordig na verwijdering het melanoom niet meer terug. Dit is meer aan vroegtijdiger ontdekking toe te schrijven dan aan belangrijke vorderingen in de behandeling. Het melanoom blijft de kwaadaardigste en beruchtste vorm van huidkanker.